# Дракенмиллер, Стэнли
Стэнли Фримен Дракенмиллер (англ. Stanley Freeman Druckenmiller; род. 14 июня 1953, Питтсбург, штат Пенсильвания) — американский миллиардер-инвестор, финансист, основатель Duquesne Capital, считается одним из самых успешных управляющих на Уолл-стрит. Его личное состояние оценивается в $4,8 млрд (2018; $2,8 млрд в 2013).
Филантроп.
Приближенный Джорджа Сороса, управлявший его фондом Quantum.

## Биография
Окончил Боудин-колледж в штате Мэн (бакалавр английского языка и экономики, 1975).
В 1977 году ушёл из аспирантуры Мичиганского университета и стал аналитиком по торговле акциями в Питсбургском национальном банке. 
В 1980 году уволился из банка и основал собственный инвестиционный фонд «Дюкен кэпитал менеджмент». 
В 1986 году был приглашён в Dreyfus Corporation на должность управляющего фондом, одновременно продолжал управлять «Дюкен кэпитал менеджмент».
В 1988 г. его нанял Джордж Сорос для управления хедж-фондом Quantum Fund. 
В 1992 г. они сумели заработать более $1 млрд, играя против Банка Англии (см. Чёрная среда).
Ушёл из фонда Сороса в 2000 году, сосредоточившись на управлении «Дюкен кэпитал менеджмент».
Супруга Файона, также бывший финансист. Имеет три дочери.